# Kirowwerk

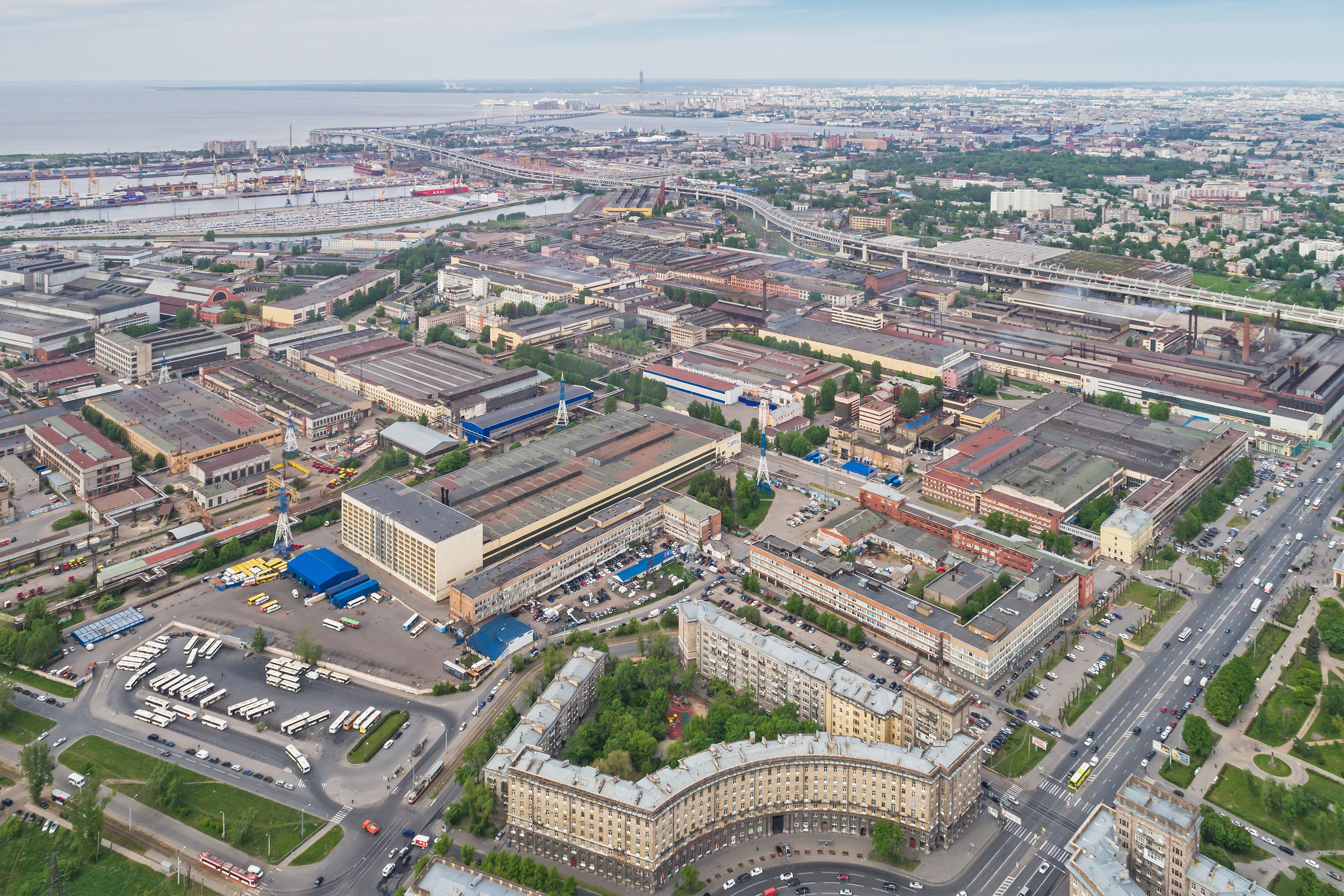
Luftaufnahme des Kirowwerks

Das Kirowwerk (auch Kirowfabrik oder Leningrader Kirowwerk, russisch ОАО Кировский завод, Transkription: OAO Kirowski sawod (LKZ)) ist ein russischer Maschinenbaukonzern mit Sitz in Sankt Petersburg. Es wurde 1789 als Gießerei für Kanonenkugeln gegründet und steht seit 1801 an seinem heutigen Standort.
In Deutschland ist das Unternehmen insbesondere bekannt für den Umstand, dass hier 1917 die russische Februarrevolution begann und für die von ihm später produzierten Großtraktoren der Kirowez-Modellreihe, die ab den 1960er-Jahren in großen Stückzahlen in die Deutsche Demokratische Republik importiert wurden.

## Geschichte

### Putilowski Sawod
Im Jahr 1868 kaufte Nikolai Putilow das Werk und benannte es in Putilowski Sawod (Putilowwerk) um. Anfangs wurden dort Schienenfahrzeuge hergestellt. Einen ersten Boom erlebten die Werke in den 1890er-Jahren mit der zunehmenden Industrialisierung Russlands; die Aufträge vervierfachten sich in einem Jahrzehnt und erreichten 12.400 im Jahre 1900. Die Fabrik stellte vorwiegend Güter für den Staat und die Eisenbahn her, was mehr als die Hälfte ihrer Produktion ausmachte. Ab 1900 wurden dort auch Geschütze gebaut, wodurch das Putilowwerk zu einem der wichtigsten Lieferanten der Armee neben den staatlichen Arsenalen sowie dem Obuchow-Werk wurde. Im Zuge der Rüstungsexpansion des zaristischen Russlands errichteten die Eigentümer im Jahr 1910 mit finanzieller und technischer Beteiligung der deutschen Werft Blohm&Voss einen Schiffsbaustandort an der Newa – die Putilow-Werft, um am lukrativen Marinegeschäft teilzuhaben. Die Werft erhielt 1912 Aufträge für acht Boote der kampfstarken Leitenant-Iljin-Klasse der Marine, von denen bis 1917 drei und bis 1928 weitere zwei – unterbrochen durch Revolutionswirren, Bürgerkrieg und Kriegskommunismus – fertiggestellt werden konnten.
Durch den Ersten Weltkrieg wuchs die Fabrik bis 1917 zu einem riesigen Unternehmen, dem bei Weitem größten in Sankt Petersburg.

### Politischer Aktivismus
Im Februar 1917 setzten Streiks in der Fabrik eine Reihe von Ereignissen in Gang, die letztlich zur Februarrevolution führten.

### Sawod Krasny Putilowez
Nach der Oktoberrevolution wurde das Werk in Sawod Krasny Putilowez (Werk Roter Putilow) umbenannt und wurde für die Herstellung der ersten sowjetischen Traktoren bekannt. Der Fordson-Putilowez basierte auf dem US-amerikanischen Fordson Model F. Zwischen 1933 und 1934 stellte das Unternehmen Automobile her. Der Markenname lautete L 1. Die Limousine bot Platz für sechs Personen und ähnelte einem Modell von Buick. Ein Achtzylindermotor mit 5750 cm³ Hubraum und 105 PS Leistung trieb das Fahrzeug an. Der Radstand betrug 338 cm.

### Kirowwerk
Zu Ehren des ermordeten Leningrader Parteiführers Sergei Mironowitsch Kirow wurde das Werk 1934 in Kirowwerk Nr. 100 umbenannt, wobei die Ordnungsnummer anzeigt, dass es sich zeitgleich um einen Rüstungsbetrieb handelte. Ab 1938 begann das „Sonderkonstruktionsbüro Nr. 2“ (OKB 2) des Kirowwerks mit der Projektion der Panzer der KW-Serie. Diese wurde anschließend dort und auch im Tscheljabinsker Traktorenwerk in Serie gefertigt. Während des Zweiten Weltkriegs wurden ebenso Panzer vom Typ T-34 gebaut.
1959 hatte Staats- und Parteichef Nikita Chruschtschow die USA besucht. Dort beeindruckten ihn die Großtraktoren von John Deere. Daraufhin wurde den Kirowwerken der Auftrag erteilt, ähnliche Großtraktoren für die sowjetische Landwirtschaft zu entwickeln. 1962 wurde der erste Großtraktor unter der Bezeichnung Kirowez vorgestellt. In der Sowjetunion und innerhalb des RGW waren die Traktoren des Typs K-700 in der Großraumlandwirtschaft flächendeckend vertreten. Die Maschinen wurden bis Mitte der 1970er-Jahre zum K-700A und K-701 weiterentwickelt, später folgten auch Baumaschinen auf dieser Plattform. Im Jahre 1989 wurde der 400.000. Kirowez-Traktor produziert.
Nach dem Zerfall der Sowjetunion entwickelte man eine neue Schleppergeneration, die 1995 mit den Modellen K-734 und K-744 in die Serienfertigung ging. Fünf Jahre später begann die Fertigung des K-744R, 2001 endete nach mehr als 25 Jahren die Fertigung der zweiten Fahrzeuggeneration rund um den K-700A. Seit etwa 2004 entsteht im Kirowwerk das gepanzerte Dartz Kombat T-98 Luxury Armored Vehicle, ein Fahrzeug ähnlich dem Hummer. Seit 2009 wird der landwirtschaftliche Traktor K-9000 gebaut.
Die Fahrzeuge der Marke Kirowez werden heute international als Kirovets vertrieben, im russischen Sprachraum jedoch als Кировец. Das Zweigwerk, welches die Traktoren produziert, firmiert als Aktiengesellschaft АО «Петербургский тракторный завод» (Peterburgski Traktorny Sawod, Petersburger Traktorenwerk), kurz ПТЗ.
Das Kirowwerk wird manchmal mit einer anderen Rüstungsfabrik in St. Petersburg – der Fabrik Nr. 185 (S. M. Kirow) (OKMO), dem ehemaligen Obuchow-Werk – verwechselt, welches ebenfalls nach Kirow benannt wurde.

## Unternehmensteile
Die nachfolgende Liste ist nicht vollständig und stellt nur die wichtigsten Unternehmensteile dar.
- Metallurgitscheski Sawod „Petrostal“, Stahlwerk und  Metallurgie
- Russkije Kusnetschnyje Sawody, Schmiede- und Presswerke in Tscheljabinsk
- Peterburgski Traktorny Sawod, Traktoren- und Baumaschinenwerk in St. Petersburg
- Sawod Kirow-Energomasch, produziert Bauteile für Atomkraftwerke

Weiterhin wurde 2013 der deutsche Bushersteller Göppel übernommen. Dieser ging allerdings 2014 erneut in die Insolvenz.

## Galeriebilder

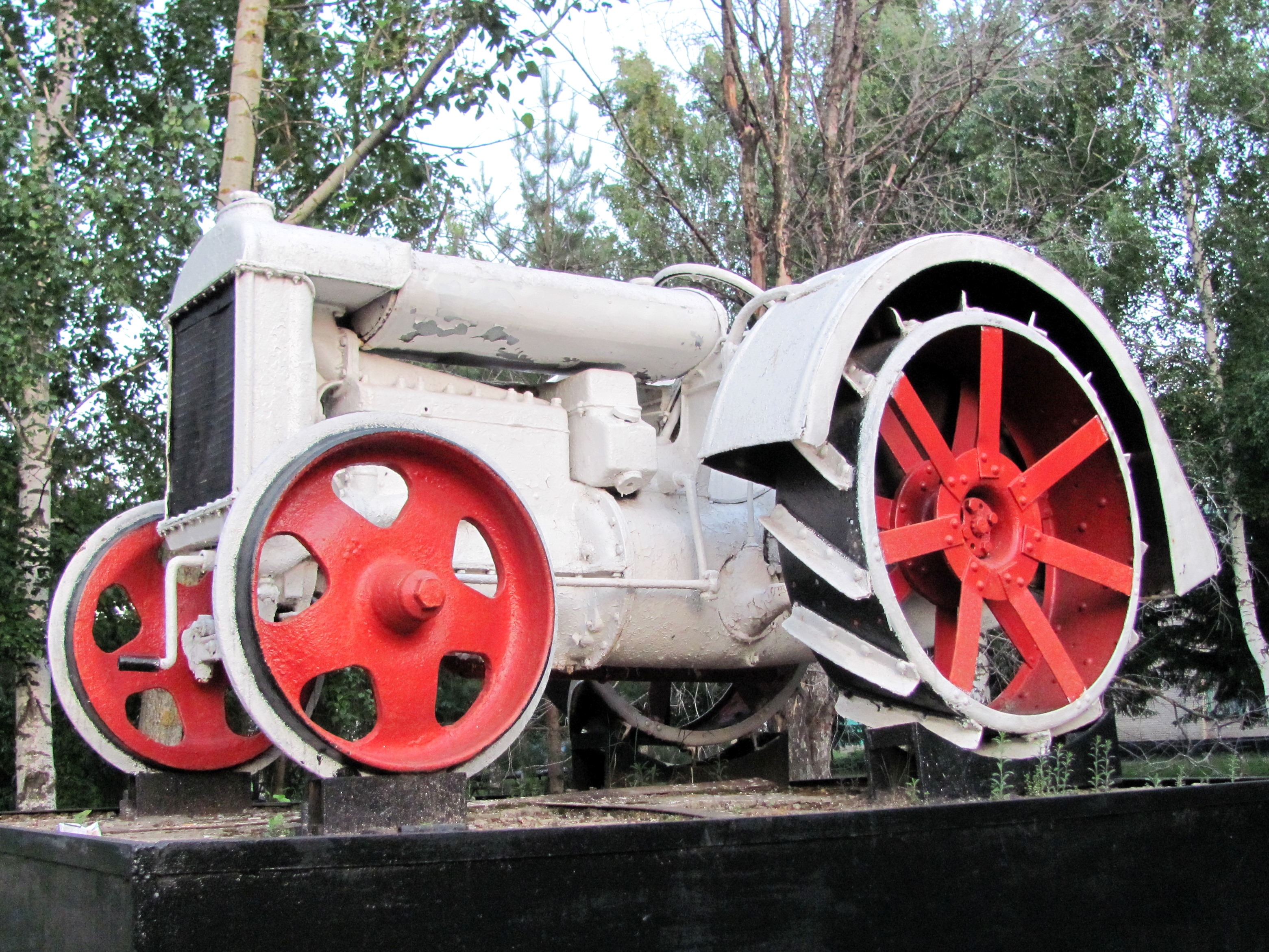
Fordson-Putilowez
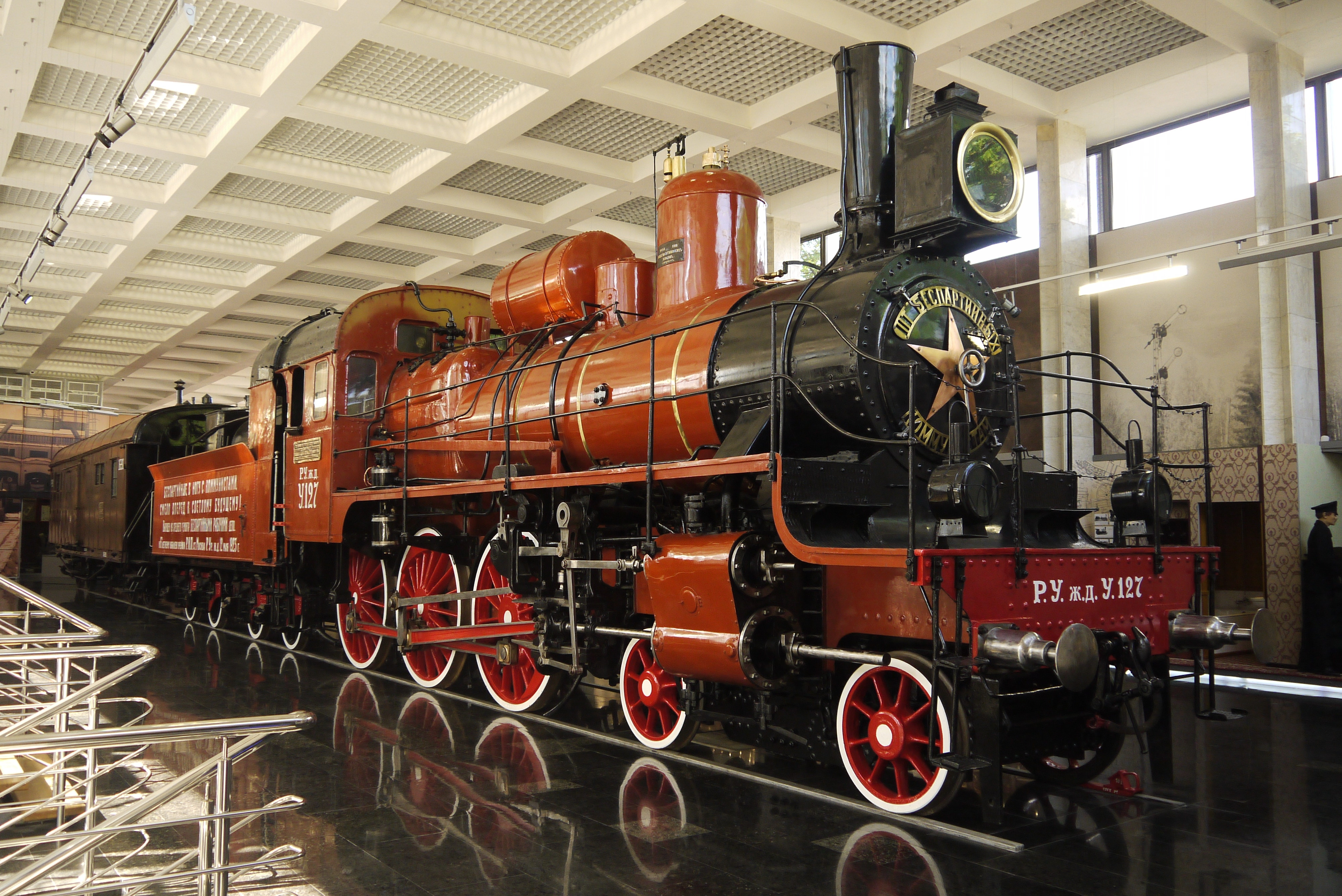
Russische Lokomotive U-127, Lenins 4-6-0-Schweröl-Verbunddampflokomotive, die im Putilowwerk gebaut wurde und heute im Museum der Moskauer Eisenbahn am Pawelezer Bahnhof steht
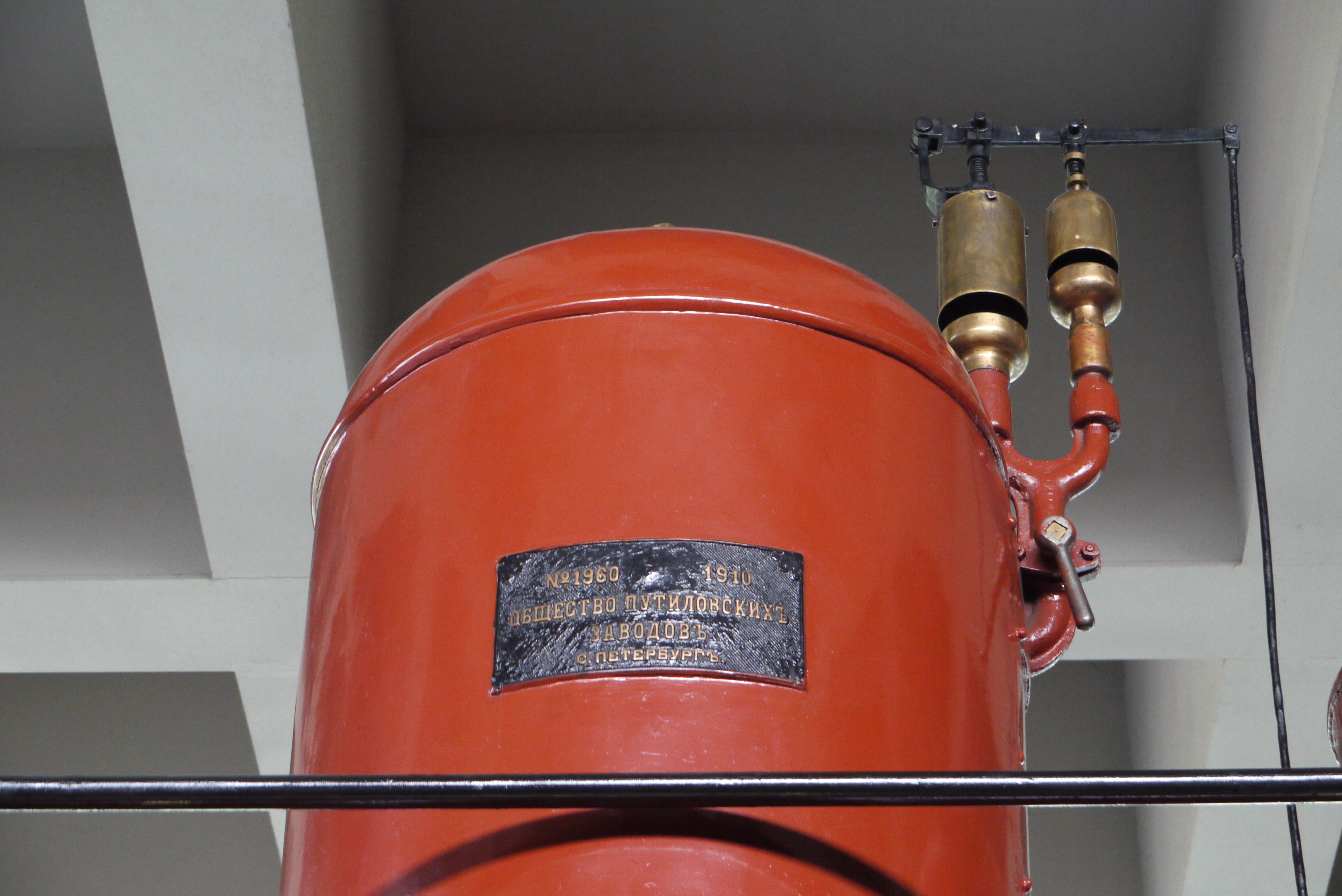
Fabrikschild, Dampfdom und Dampfpfeife einer Lokomotive U-127
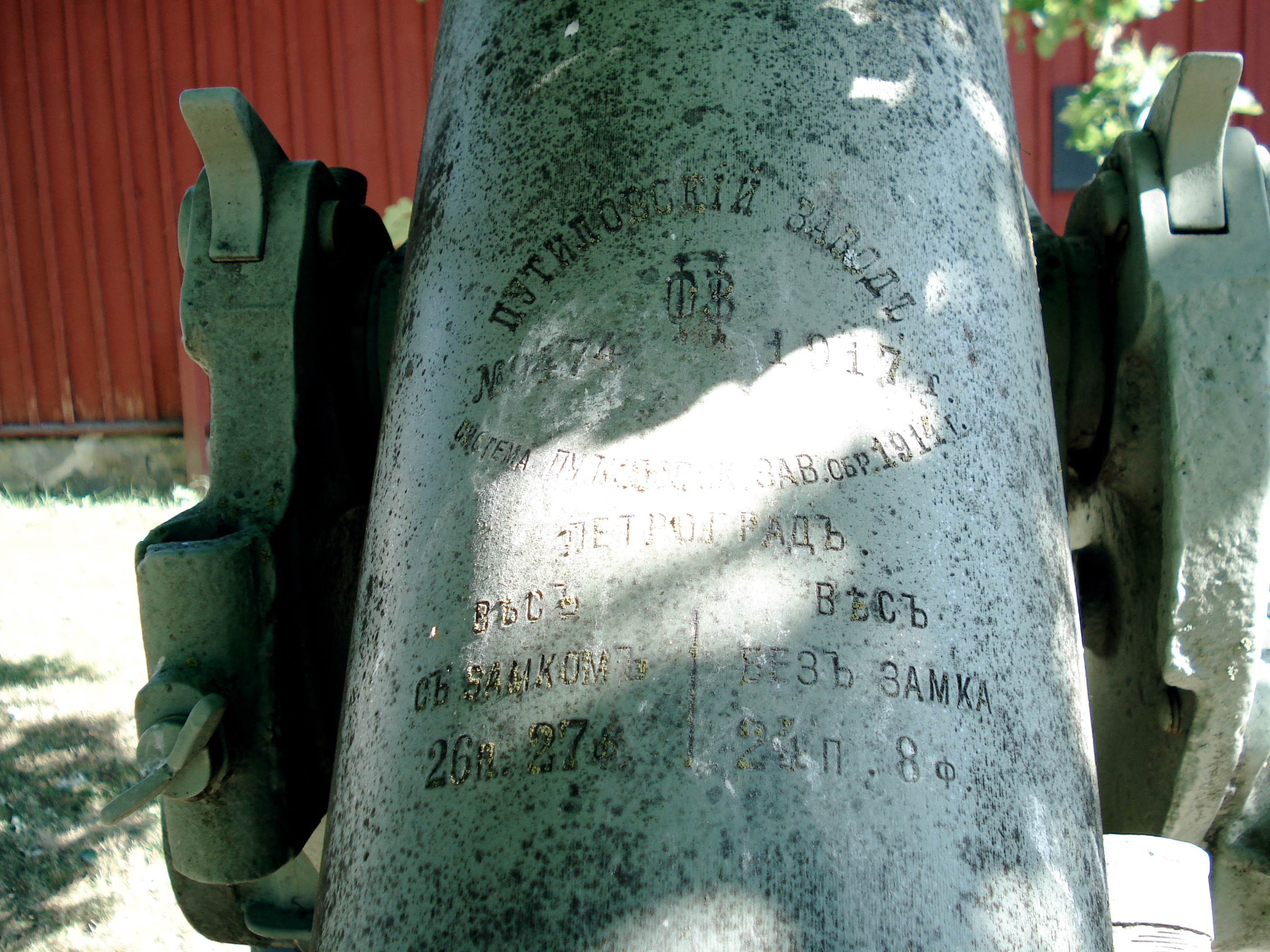
76-mm-Flugabwehrkanone, 1917 im Putilowwerk gebaut
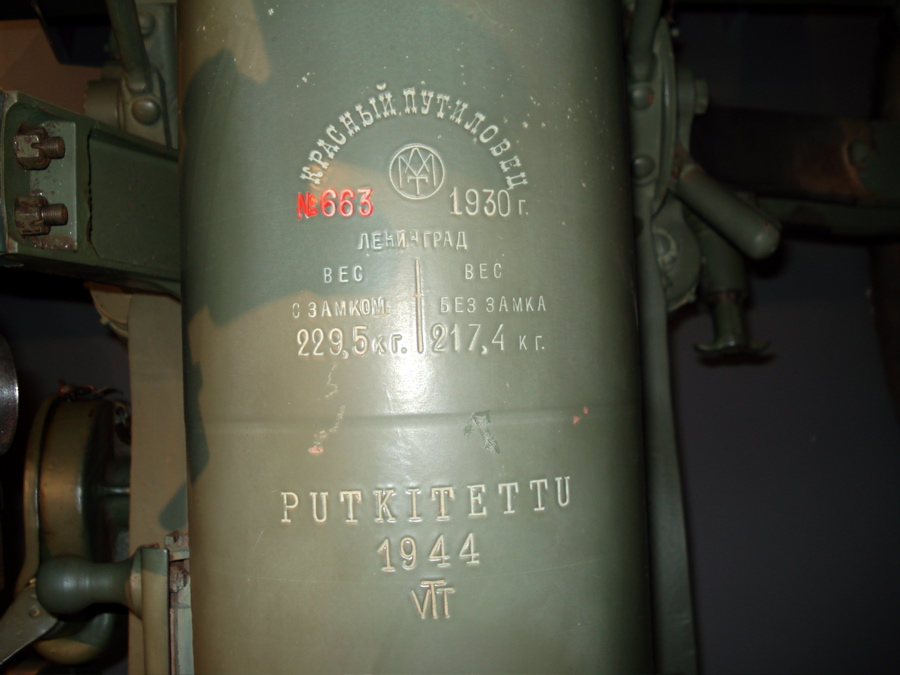
Kanone von 1930, im Roten Putilow’schen Werk gefertigt
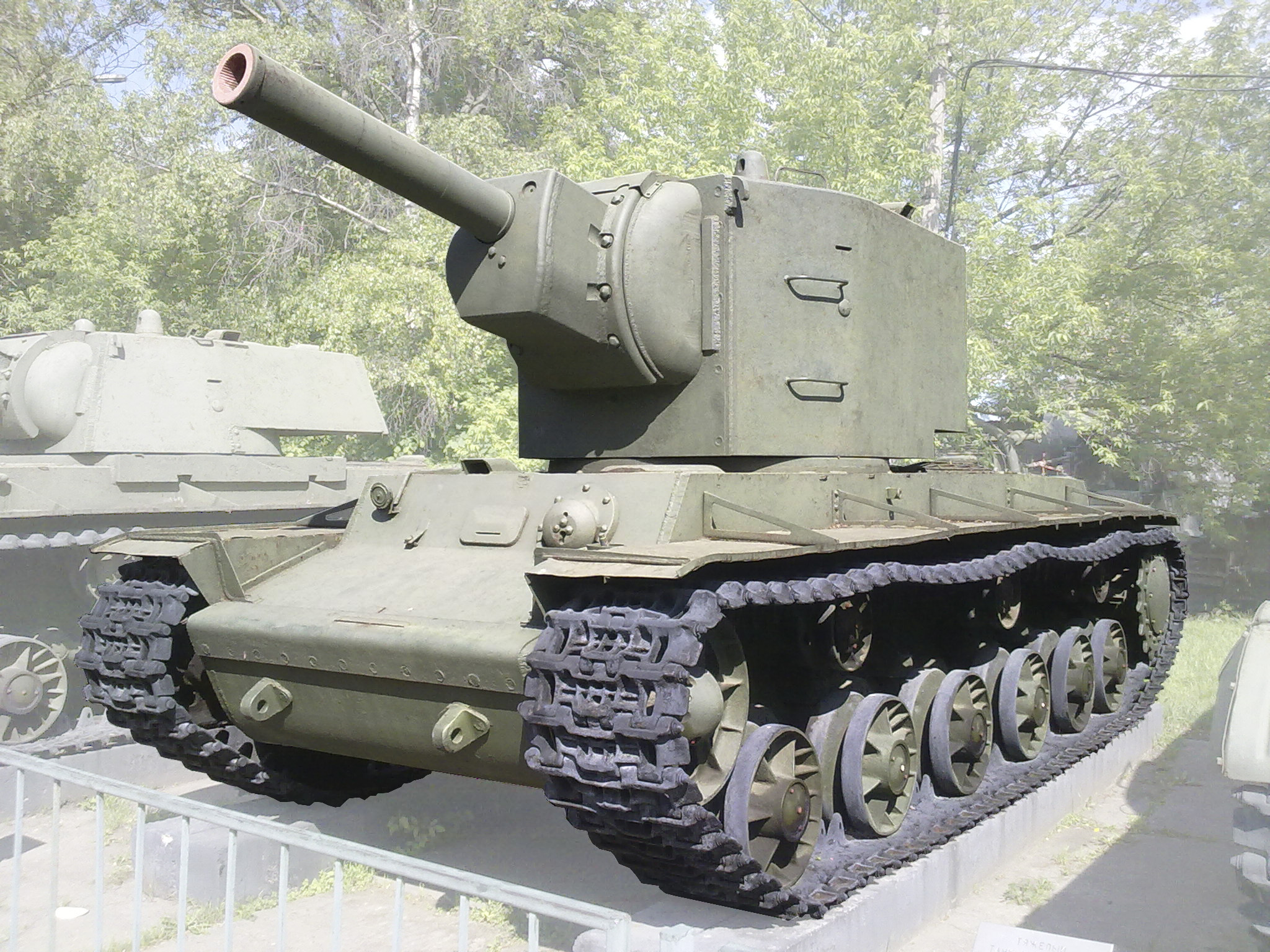
Schwerer Panzer KW-2, 1940–1943 gebaut
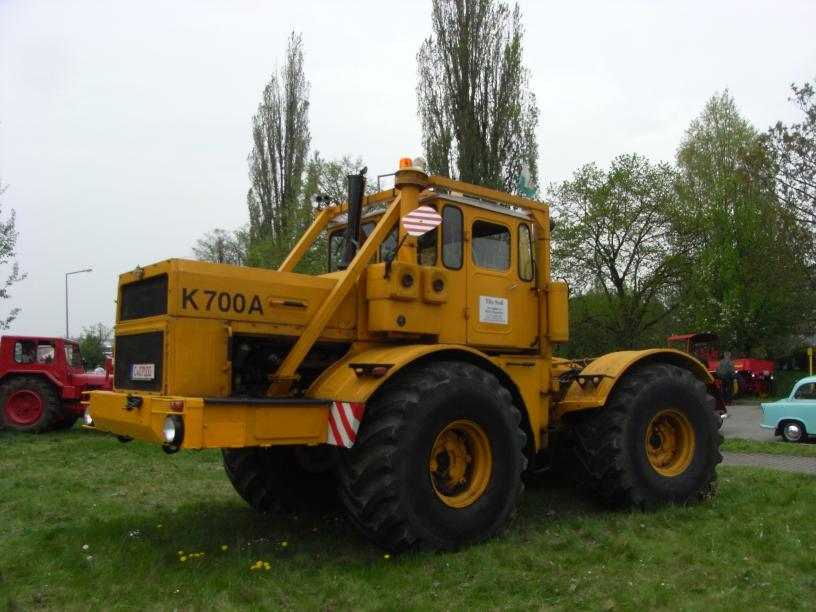
Traktoren aus der K-700-Baureihe wurden 1961–2002 gebaut, hier die Version Kirowez K-700A.
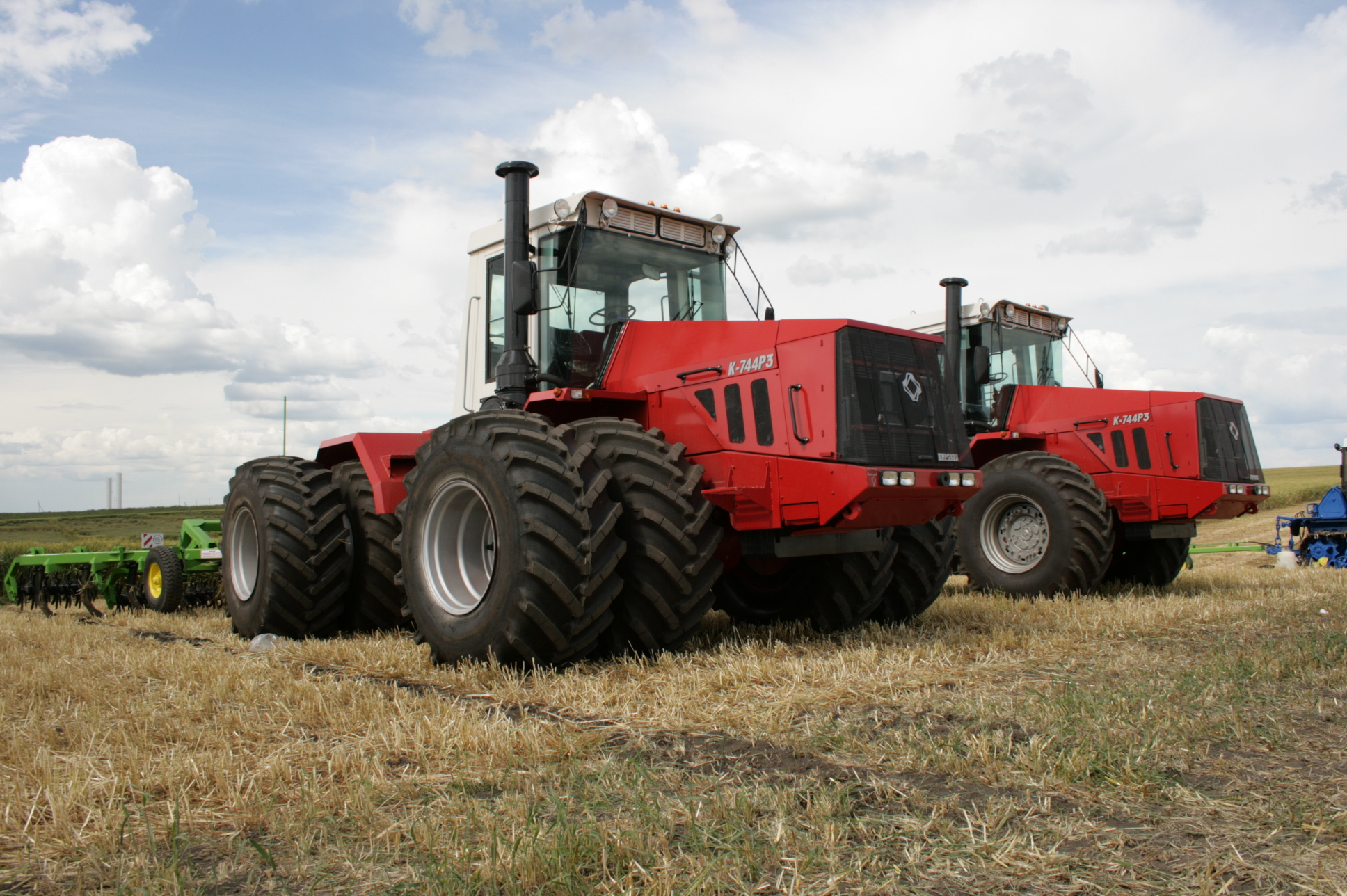
Traktor Kirowez K-744R, seit 2000 hergestellt
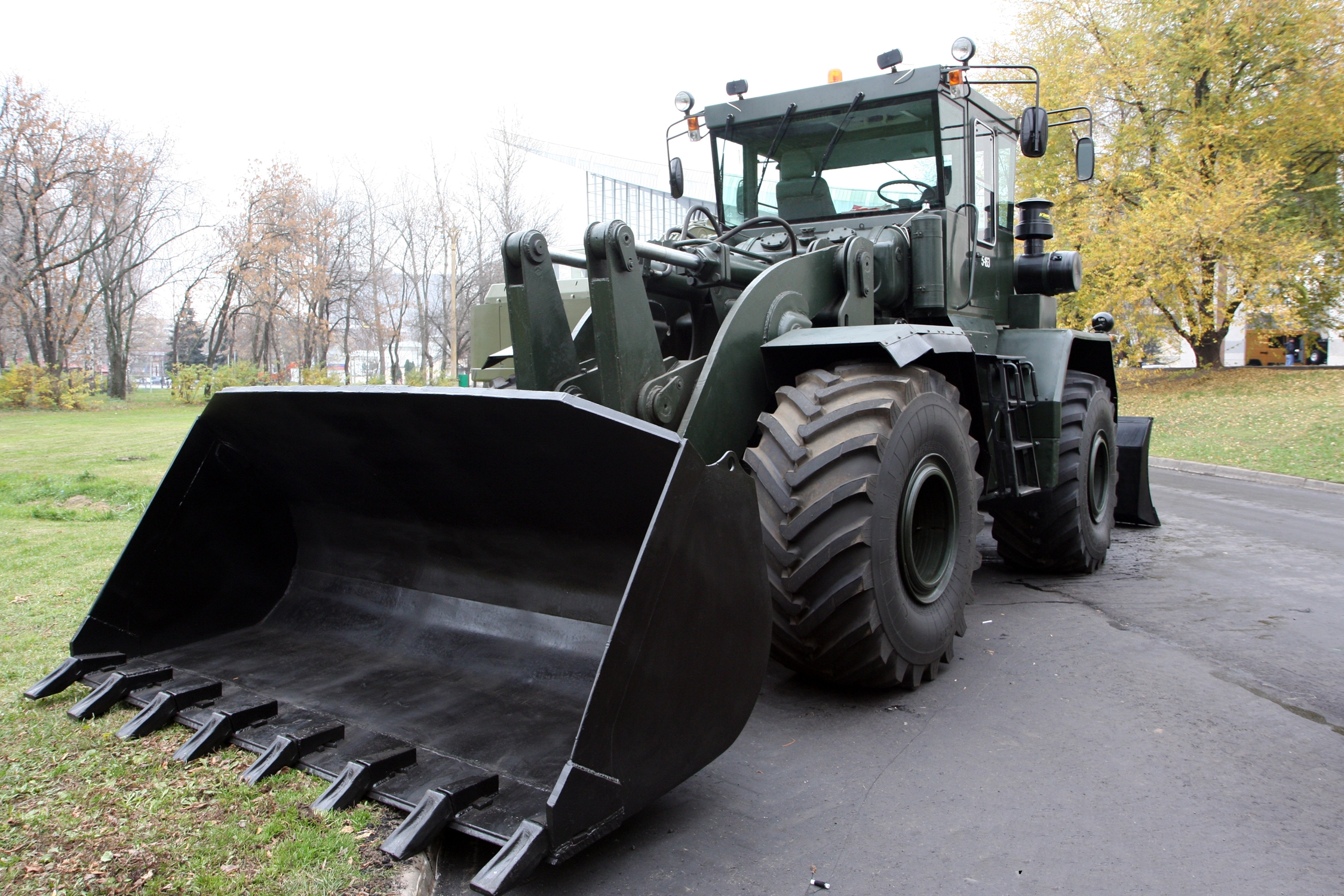
Radlader Kirowez K-702